# Phillips (Wisconsin)
Phillips település az Amerikai Egyesült Államok Wisconsin államában, Price megyében, melynek megyeszékhelye is. Lakosainak száma 1533 fő (2020. április 1.).

## Népesség
A település népességének változása:

| 2010 | 1 478 |
| 2020 | 1 533 |